# 中华人民共和国科学技术普及法
《中华人民共和国科学技术普及法》是一部中华人民共和国法律，该法律于2002年6月29日在第九届全国人民代表大会常务委员会通过，并于2002年6月29日起施行。

## 立法缘由
《中华人民共和国科学技术普及法》的第一条是“为了实施科教兴国战略和可持续发展战略，加强科学技术普及工作，提高公民的科学文化素质，推动经济发展和社会进步，根据宪法和有关法律，制定本法。”

## 实施
《中华人民共和国科学技术普及法》的最后一条是“本法自公布之日起施行。”